# 종교개혁의 의의
종교 개혁은 루터의 교회 개혁을 통한 서방기독교(서방교회)의 교회의 개혁운동으로 시작되었으며 교육, 문화, 정치 ·경제 및 사회 각 분야에서도 세계적으로 크게 영향을 미쳤다. 이로써 근대 세계와 근대인이 탄생하였다. 종교개혁 후에는 계몽주의(啓蒙主義)가 일어나, 언뜻 비종교적 합리주의가 근대사회의 특징이 된 것 같이 보였지만, 근대인을 ‘마술’과 미신에서 진정으로 해방시킨 것은 세계에 대한 합리적이고 과학적 태도를 표출한 종교개혁의 정신이었다.

## 종교개혁의 의의
종교개혁의 의의는 성경이 주장하는 원래의 기독교 교회로 돌아가자는 운동이었다. 종교개혁 운동은 서방교회의 상황이 기독교 본질과 멀어진 사항들을 개선하고 수정해야 해야 한다고 주장하였다. 이미 10세기부터 표면화된 서방교회의 문제를 16세기에 교회의 부패와 제도 중심주의, 정치적 개입, 변형된 예배 등의 상황에서 성경과 사도들의 전승에 따라 회복하는 것을 의미하며, 서방교회의 기준을 성경중심, 즉 그리스도의 복음을 중심으로 돌아가야 한다는 개혁운동이었다. 종교개혁은 서방교회의 교황 중심의 성경과 기독교의 보편적 전통에서 벗어난 제도중심주의에서 올바른 기독교로 돌아가자는 운동이다. 즉 종교개혁은 복음적인 기독교로 돌아가자는 운동이었다. 종교개혁의 모토는 ‘오직 예수’, ‘오직 성경으로’(Sola Scriptura), ‘오직 은혜로’(Sola Gratia), ‘오직 믿음으로’(Sola Fide), ‘만인 제사장직’(Universal Priesthood of Believers)이었다. ‘오직 성경으로’는 복음의 기록인 말씀으로 돌아가 성경에 적힌 복음에 최대의 권위를 부여하자는 운동이었다. 교황 중심주의적인 서방 교회가 복음의 기록인 성경보다 보편적인 사도들의 전승보다, 11세기의 교황을 기준으로 한다는 교리를 첨가하고, 알레고리 성경해석을 강화하며 결과적으로 성경의 권위를 추락시킬 때 종교개혁자들은 역사적 성경해석을 바탕으로 복음이 기록된 성경만을 교회의 기준으로 삼았다. 교회 안에 복음의 권위보다 제도의 권위가 우위를 차지하고 있던 서방교회의 중세 시기를 지나며 복음과 복음의 기록인 성경에 대한 평가와 절대권위를 부여한 것은 당연한 것이었다.

## 종교개혁과 교육
마르틴 루터는 종교개혁의 성공을 위해 교육을 방편으로 삼았고 그의 신학 사상에 의거해서 만인이 교육을 받아야 한다는 공공교육 혹은 시민교육을 주장했고, 이 교육을 위해 학교를 주장하며 국가와 사회의 발전을 위해 학교가 필요함을 역설했다. 또한 교황과 교리의 지배가 아닌 국가의 책임아래 성서의 권위 밑에 교육을 하는 공교육이 일어나게 되었다. 이 운동은 근대적 학교를 세우며 프로테스탄트 교육관의 기초가 되었다. 루터의 교육개혁이야말로 종교개혁의 소산물중 가장 대중들에게 이익을 준 일이라 할 수 있겠고 교리에 얽메인 삶을 살던 중세인들에게 인간의 참 삶을 위해 교육이 사용된 것임을 알 수 있다. 또한 중세에 여자의 교육을 시도한 것은 오늘날 여권신장의 첫 시도라고도 할 수 있을만큼 놀라운 시도였고 그의 기술과 직업교육은 한 시대를 앞선 그의 주장은 놀랍다.

## 같이 보기
- 마르틴 루터
- 종교 개혁
- 종교개혁가들의 신학